# Copa Perú 1969
La Copa Perú 1969 fue la edición número 3 en la historia de la competición. El torneo otorgó un cupo al torneo de Primera División y finalizó el 11 de mayo tras terminar el hexagonal final que tuvo como campeón al Carlos A. Mannucci. Con el título obtenido este club lograría el ascenso al Campeonato Descentralizado 1969.

## Etapa Regional
Esta etapa se jugó con 23 equipos luego de la finalización de la "Etapa Departamental" que clasificó al equipo campeón cada Departamento del Perú (excepto la Provincia Constitucional del Callao). A estos equipos se unió Carlos A. Mannucci que descendió del Campeonato Descentralizado 1968 y definió su cupo al hexagonal final ante el campeón de su región.

### Región Norte A
| Departamento | Club             | Ciudad    |
| ------------ | ---------------- | --------- |
| Cajamarca    | Deportivo Normal | Cajamarca |
| Lambayeque   | San Lorenzo      | Chiclayo  |
| Piura        | Alianza Atlético | Sullana   |
| Tumbes       | Húsares de Junín | Tumbes    |

| Equipo           | PJ | PG | PE | PP | Pts |
| ---------------- | -- | -- | -- | -- | --- |
| San Lorenzo      | 6  | 4  | 1  | 1  | 9   |
| Alianza Atlético | 6  | 3  | 3  | 0  | 9   |
| Húsares de Junín | 5  | 1  | 1  | 3  | 3   |
| Deportivo Normal | 5  | 0  | 1  | 4  | 1   |

Desempate
|             | Resultado |                  |
| ----------- | --------- | ---------------- |
| San Lorenzo | 3 - 1     | Alianza Atlético |

### Región Norte B
| Departamento | Club               | Ciudad         |
| ------------ | ------------------ | -------------- |
| Áncash       | Juventud Bolívar   | Casma          |
| Huánuco      | León de Huánuco    | Huánuco        |
| La Libertad  | Alfonso Ugarte     | Chiclín        |
| La Libertad  | Carlos A. Mannucci | Trujillo       |
| Pasco        | Centro Tarmeño     | Cerro de Pasco |

| Equipo           | PJ | PG | PE | PP | Pts |
| ---------------- | -- | -- | -- | -- | --- |
| Alfonso Ugarte   | 6  | 5  | 1  | 0  | 11  |
| León de Huánuco  | 6  | 3  | 1  | 2  | 7   |
| Juventud Bolívar | 6  | 1  | 2  | 3  | 4   |
| Centro Tarmeño   | 6  | 0  | 2  | 4  | 2   |

#### Final regional
| Equipo local ida | Resultado global | Equipo local vuelta | Ida   | Vuelta |
| ---------------- | ---------------- | ------------------- | ----- | ------ |
| Alfonso Ugarte   | 1 - 3            | Carlos A. Mannucci  | 0 - 1 | 1 - 2  |

### Región Oriente
| Departamento | Club             | Ciudad      |
| ------------ | ---------------- | ----------- |
| Amazonas     | Universitario    | Chachapoyas |
| Loreto       | CNI              | Iquitos     |
| San Martín   | Cultural Juanjuí | Juanjuí     |

| Equipo           | PJ | PG | PE | PP | Pts |
| ---------------- | -- | -- | -- | -- | --- |
| CNI              | 4  | 2  | 2  | 0  | 6   |
| Cultural Juanjuí | 4  | 1  | 2  | 1  | 4   |
| Universitario    | 4  | 0  | 2  | 2  | 2   |

### Región Centro
| Departamento | Club                      | Ciudad       |
| ------------ | ------------------------- | ------------ |
| Huancavelica | Unión Deportivo Ascensión | Huancavelica |
| Ica          | Víctor Bielich            | Pisco        |
| Junín        | Unión Ocopilla            | Huancayo     |
| Lima         | Social Huando             | Huaral       |

| Equipo                    | PJ | PG | PE | PP | Pts |
| ------------------------- | -- | -- | -- | -- | --- |
| Unión Ocopilla            | 6  | 4  | 1  | 1  | 9   |
| Social Huando             | 6  | 2  | 2  | 2  | 6   |
| Víctor Bielich            | 6  | 1  | 3  | 2  | 5   |
| Unión Deportivo Ascensión | 6  | 1  | 2  | 3  | 4   |

### Región Sureste
| Departamento  | Club                 | Ciudad           |
| ------------- | -------------------- | ---------------- |
| Apurímac      | Deportivo Bancario   | Abancay          |
| Ayacucho      | Deportivo Arco       | Ayacucho         |
| Cusco         | Deportivo Garcilaso  | Cusco            |
| Madre de Dios | Mariscal Cáceres     | Puerto Maldonado |
| Puno          | Deportivo Salesianos | Puno             |

| Equipo              | PJ | PG | PE | PP | Pts |
| ------------------- | -- | -- | -- | -- | --- |
| Unión Salesianos    | 4  | 4  | 0  | 0  | 8   |
| Deportivo Garcilaso | 4  | 3  | 0  | 1  | 6   |
| Mariscal Cáceres    | 4  | 1  | 1  | 2  | 3   |
| Deportivo Arco      | 4  | 0  | 2  | 2  | 2   |
| Deportivo Bancario  | 4  | 0  | 1  | 3  | 1   |

### Región Sur
| Departamento | Club            | Ciudad   |
| ------------ | --------------- | -------- |
| Arequipa     | FBC Melgar      | Arequipa |
| Moquegua     | Escuela Normal  |          |
| Tacna        | Mariscal Miller | Tacna    |

| Equipo          | PJ | PG | PE | PP | Pts |
| --------------- | -- | -- | -- | -- | --- |
| FBC Melgar      | 3  | 3  | 0  | 0  | 6   |
| Mariscal Miller | 4  | 1  | 1  | 2  | 3   |
| Escuela Normal  | 3  | 0  | 1  | 2  | 1   |

## Hexagonal final
| Equipo             | PJ | PG | PE | PP | GF | GC | DG  | Pts |
| ------------------ | -- | -- | -- | -- | -- | -- | --- | --- |
| Carlos A. Mannucci | 5  | 5  | 0  | 0  | 18 | 2  | +16 | 10  |
| FBC Melgar         | 5  | 4  | 0  | 1  | 7  | 2  | +5  | 8   |
| San Lorenzo        | 5  | 2  | 0  | 3  | 6  | 6  | 0   | 4   |
| CNI                | 5  | 1  | 1  | 3  | 7  | 9  | -2  | 3   |
| Unión Ocopilla     | 5  | 1  | 1  | 3  | 5  | 11 | -6  | 3   |
| Unión Salesianos   | 5  | 1  | 0  | 4  | 4  | 17 | -13 | 2   |

| \| Jor. \| Fecha \| Ciudad \| Local \| Score \| Visitante \| \| ---- \| ---------- \| ------ \| ------------------ \| ----- \| ---------------- \| \| 1 \| 27-04-1969 \| Lima \| San Lorenzo \| 2-0 \| Unión Salesianos \| \| 1 \| 27-04-1969 \| Lima \| FBC Melgar \| 3-0 \| Unión Ocopilla \| \| 1 \| 27-04-1969 \| Lima \| Carlos A. Mannucci \| 4-1 \| CNI \| \| 2 \| 01-05-1969 \| Lima \| Carlos A. Mannucci \| 8-0 \| Unión Salesianos \| \| 2 \| 01-05-1969 \| Lima \| Unión Ocopilla \| 2-1 \| San Lorenzo \| \| 2 \| 01-05-1969 \| Lima \| FBC Melgar \| 1-0 \| CNI \| \| 3 \| 04-05-1969 \| Lima \| CNI \| 4-0 \| Unión Salesianos \| \| 3 \| 04-05-1969 \| Lima \| FBC Melgar \| 1-0 \| San Lorenzo \| \| 3 \| 04-05-1969 \| Lima \| Carlos A. Mannucci \| 1-0 \| Unión Ocopilla \| \| 4 \| 07-05-1969 \| Lima \| CNI \| 2-2 \| Unión Ocopilla \| \| 4 \| 07-05-1969 \| Lima \| FBC Melgar \| 2-0 \| Unión Salesianos \| \| 4 \| 07-05-1969 \| Lima \| Carlos A. Mannucci \| 3-1 \| San Lorenzo \| \| 5 \| 11-05-1969 \| Lima \| Unión Salesianos \| 4-1 \| Unión Ocopilla \| \| 5 \| 11-05-1969 \| Lima \| San Lorenzo \| 2-0 \| CNI \| \| 5 \| 11-05-1969 \| Lima \| Carlos A. Mannucci \| 2-0 \| FBC Melgar \| |            |        |                    |       |                  |
| Jor. | Fecha      | Ciudad | Local              | Score | Visitante        |
| 1 | 27-04-1969 | Lima   | San Lorenzo        | 2-0   | Unión Salesianos |
| 1 | 27-04-1969 | Lima   | FBC Melgar         | 3-0   | Unión Ocopilla   |
| 1 | 27-04-1969 | Lima   | Carlos A. Mannucci | 4-1   | CNI              |
| 2 | 01-05-1969 | Lima   | Carlos A. Mannucci | 8-0   | Unión Salesianos |
| 2 | 01-05-1969 | Lima   | Unión Ocopilla     | 2-1   | San Lorenzo      |
| 2 | 01-05-1969 | Lima   | FBC Melgar         | 1-0   | CNI              |
| 3 | 04-05-1969 | Lima   | CNI                | 4-0   | Unión Salesianos |
| 3 | 04-05-1969 | Lima   | FBC Melgar         | 1-0   | San Lorenzo      |
| 3 | 04-05-1969 | Lima   | Carlos A. Mannucci | 1-0   | Unión Ocopilla   |
| 4 | 07-05-1969 | Lima   | CNI                | 2-2   | Unión Ocopilla   |
| 4 | 07-05-1969 | Lima   | FBC Melgar         | 2-0   | Unión Salesianos |
| 4 | 07-05-1969 | Lima   | Carlos A. Mannucci | 3-1   | San Lorenzo      |
| 5 | 11-05-1969 | Lima   | Unión Salesianos   | 4-1   | Unión Ocopilla   |
| 5 | 11-05-1969 | Lima   | San Lorenzo        | 2-0   | CNI              |
| 5 | 11-05-1969 | Lima   | Carlos A. Mannucci | 2-0   | FBC Melgar       |

|                              |
| Carlos A. Mannucci 2º título |